# Филаделфус
Филаделфус (Philadelphus), наричан още булчин венец, е род от около 60 вида храсти с височина 1 – 6 м, с произход Северна Америка, Централна Америка, Азия и (локално) в Югоизточна Европа.

## Наименование
Филаделфусът са нарича „подобен на портокала“ („mock-orange“) по отношение на цветовете си, които при дивите видове изглеждат на пръв поглед подобни на тези на портокалите и лимоните (цитрусовите) и ухаят на портокалови цветове и жасмин. Но филаделфусът не е тясно свързан с жасмина (астериди) и е доста отдалечен от цитрусите (розиди). Напълно заблуждаващо име за филаделфуса, което понякога се среща, е сиринга (syringa), което се отнася до люляците, които са доста близки роднини на жасмина. Връзката на двата храста се състои във въвеждането им от османските градини в европейските, извършено по едно и също време от посланика на Светия римски император във Високата Порта, Ожие Гислен дьо Бюсбек, който се завръща във Виена през 1562 г.

## Описание
Повечето видове филаделфус са листопадни широколистни, но няколко южни вида са вечнозелени. Листата са противоположни, прости, с назъбени краища, 1 – 14 cm дълги. Цветовете са бели, с четири венчелистчета и чашелисти, с диаметър 1 – 4 см и обикновено (но не при всички видове) сладко ухаещи. Плодът е малка капсула, съдържаща множество малки семена. Кората е тънка и люспеста, нарязана на ситно в надлъжни ивици.

## Вредители
„Портокалоподобните“ видове се използват като хранителни растения от ларвите на някои видове Lepidoptera, включително engrailed (Ectropis crepuscularia). Известен патоген на сладкия вид P. coronarius е неописаният протеобактерий, наречен „Pseudomonas tomato“ (pv. Philadelphi).

## В културата
Портокалоподобния P. lewisii е щатско цвете на Айдахо.

## Култивиране
Дълго време Philadelphus coronarius е единственият „портокалоподобен“ вид в градините, въпреки че някои авантюристични американци отглеждат родния P. inodorus, който Марк Кейтсби е открил, че расте по бреговете на река Савана. Той се появява в градинските списъци на лейди Скипвит и Джордж Вашингтон поръчва някои от Бартрам през 1792 г. „Портокалоподобните“ са популярни храсти в паркове и градини, отглеждани за надеждното им показване на късни пролетни цветя, а ароматните видове са особено ценени. В допълнение към видовете има на разположение множество хибриди и сортове за градински произход, подбрани за двойно повече и големи цветя, с известен компромис по отношение на аромата.
Следните хибридни сортове са спечелили наградата на Кралското градинарско общество за градински заслуги:
- ’Aureus’ (P. coronarius)[5]
- 'Beauclerk'[6]
- 'Belle Étoile'[7]
- ’Innocence’[8]
- 'Manteau d'Hermine'[9]
- 'Sybille'[10]
- ’Variegatus’ (P. coronarius)[11]

## Селектирани видове
- Philadelphus argenteus – Silver mock-orange (California, Baja California)
- Philadelphus argyrocalyx – Silver-cup mock-orange (New Mexico)
- Philadelphus brachybotrys (southeast China)
- Philadelphus californicus – California mock-orange (California)
- Philadelphus caucasicus – Caucasus mock-orange (Caucasus)
- Philadelphus confusus – Piper's mock-orange (California, Washington)
- Philadelphus cordifolius – Heartleaf mock-orange (California)
- Philadelphus coronarius – Sweet mock-orange, English Dogwood (southeast Europe)
- Philadelphus coulteri – Coulter's mock-orange (northwest Mexico)
- Philadelphus crinitus – Hairy mock-orange, Trans-pecos Mock-orange (west Texas)
- Philadelphus delavayi – Delavay's mock-orange (southwest China)
- Philadelphus ernestii – Canyon mock-orange (southwest U.S.)
- Philadelphus floridus – Florida mock-orange (Florida, Georgia)
- Philadelphus gattingeri – Gattinger's mock-orange (Tennessee)
- Philadelphus hirsutus – Streambank mock-orange (southeast US)
- Philadelphus hitchcockianus – Hitchcock's mock-orange (Texas, New Mexico)
- Philadelphus incanus (Hubei, Shaanxi)
- Philadelphus inodorus – Scentless mock-orange (US)
- Philadelphus insignis – Summer mock-orange (California, Oregon)
- Philadelphus intectus (southeast US)
- Philadelphus kansuensis – Chinese evergreen mock-orange (northwest China)
- Philadelphus karwinskyanus – Mexican evergreen mock-orange (Mexico)
- Philadelphus laxiflorus (Gansu, Hubei, Shaanxi)
- Philadelphus laxus Schrad. ex DC. – Japanese mock-orange (Japan; formerly P. satsumi
- Philadelphus × lemoinei (horticultural hybrid)
- Philadelphus lewisii – Lewis's mock-orange (western North America)
- Philadelphus maculatus (Hitch.) Hu – Spotted mock-orange (Arizona)
- Philadelphus madrensis – Desert mountain mock-orange (southwest US)
- Philadelphus mearnsii – Mearns' mock-orange (Texas, New Mexico)
- Philadelphus mexicanus – Mexican mock-orange (Mexico, Guatemala)
- Philadelphus microphyllus – Littleleaf mock-orange (southwest US)
- Philadelphus occidentalis – Western mock-orange (western North America)
- Philadelphus oreganus – Oregon mock-orange (Oregon)
- Philadelphus palmeri – Palmer's mock-orange (southwest US)
- Philadelphus pekinensis – Beijing mock-orange (northern China)
- Philadelphus pubescens – Hoary mock-orange (southeast US)
- Philadelphus pumilus – Dwarf mock-orange (California)
- Philadelphus purpurascens (southwest China)
- Philadelphus × purpureomaculatus (horticultural hybrid)
- Philadelphus satsumanus – Downy Japanese mock-orange (Japan)
- Philadelphus schrenkii – Korean mock-orange[12] (northeast China, Korea, southeast Russia)
- Philadelphus sericanthus (Sichuan, Hubei)
- Philadelphus serpyllifolius – Thymeleaf mock-orange (southern US, Mexico)
- Philadelphus sharpianus – Sharp's mock-orange (Tennessee, Missouri)
- Philadelphus subcanus (southwest China)
- Philadelphus tenuifolius – Slenderleaf mock-orange (Korea, southeast Russia)
- Philadelphus texensis – Texas mock-orange (Texas)
- Philadelphus tomentosus – Fuzzy mock-orange (Himalaya)
- Philadelphus trichothecus – Columbian mock-orange (British Columbia, northwest US)
- Philadelphus triflorus – Himalayan mock-orange (Himalaya)
- Philadelphus × virginalis (horticultural hybrid)
- Philadelphus wootonii – Wooton's mock-orange (New Mexico)
- Philadelphus zelleri – Zeller's mock-orange (Washington)